# Cunha Alta
Cunha Alta ist ein Ort und eine ehemalige Gemeinde (Freguesia) im portugiesischen Kreis Mangualde. Die Gemeinde hatte 142 Einwohner (Stand 30. Juni 2011).
Am 29. September 2013 wurden die Gemeinden Cunha Alta, Mangualde und Mesquitela zur neuen Gemeinde União das Freguesias de Mangualde, Mesquitela e Cunha Alta zusammengeschlossen.